# Gwda
Gwda (niem. Küddow) – rzeka na Pojezierzu Południowopomorskim, w wydzielonej Dolinie Gwdy; prawy dopływ Noteci. Długość rzeki wynosi 145,1 km, a powierzchnia jej dorzecza 4943 km².
Od jeziora Wierzchowo aż do Ujścia przez rzekę prowadzi szlak kajakowy.
Fragment rzeki jest objęty rezerwatem Dolina Gwdy.

## Przebieg
Gwda wypływa z południowego brzegu jeziora Wierzchowo (mezoregion Dolina Gwdy). Jezioro to ma tylko dwa nazwane dopływy: Strużka oraz Bielec. Nie wyróżnia się obecnie jednego obszaru źródłowego Gwdy. Do 1945 za obszar źródliskowy Gwdy uznawano teren przy osadzie Kamienna (gmina Biały Bór). Jednak obszar ten nie został wyróżniony przez Zakład Hydrografii i Morfologii Koryt Rzecznych IMGW, a został zakwalifikowany do zlewni Bielca (o większych przepływach).
Z jeziora Wierzchowo, rzeka płynie na południe przy południowej części wsi Stare Wierzchowo. Następnie dalej na południe do jeziora Smolęsko. Wypływa od południowego brzegu i biegnie w kierunku południowym. Dalej przepływa przez zachodnią część wsi Spore. Stąd dalej na południe, gdzie wpada do północno-zachodniej zatoki jeziora Wielimie. W pobliżu Gwdy Małej wpada do rzeki jej odnoga, Dołga (przepływająca m.in. przez Dołgie Jezioro). Następnie nad Gwdą prowadzą droga krajowa nr 20 oraz tory linii kolejowej Szczecinek–Miastko–Słupsk, a ok. 2,5 km na południe – linia kolejową Szczecinek–Czarne–Chojnice. W okolicach Lubnicy wpada do niej największy jej dopływ, Czernica i aż do Lędyczka rzeka wyznacza granicę pomiędzy województwami wielkopolskim i pomorskim. Następnie płynie wzdłuż dróg krajowych nr 22 i nr 11, omijając Jastrowie oraz Tarnówkę. Kolejno przepływa przez Płytnicę, a ok. 9 km na południe przez Piłę. W Ujściu wpada do Noteci.
Średni przepływ rzeki w Pile wynosi 27 m³/s. Gwda wpada do mniejszej w tym miejscu Noteci – średni przepływ w Ujściu po połączeniu rzek to 44 m³/s.

## Jakość wód
Według danych oceny stanu wód Gwdy z 2010 wykonanej dla części do wpływu do jeziora Wielimie określono II klasę elementów biologicznych, I klasę elementów hydromorfologicznych, II klasę elementów fizykochemicznych.

## Hydronimia
W polskiej publikacji z 1926 przedstawiono nazwy rzeki: Chuda, Chudda, Kudda, Kudowa, Gwda, Wda, Gda, Gwida, Gnida, Głda, Falin, Walin, Walni, Valim, Küddow, Kida. Na polskiej mapie wojskowej z 1936 przy oznaczeniu rzeki podano polski egzonim Głda.
Do 1945 poprzednią niemiecką nazwą rzeki była Küddow. W 1949 ustalono urzędowo polską nazwę Gwda.

## Zagospodarowanie
Elektrownie wodne na Gwdzie:
- „Podgaje” – w Podgajach
- „Jastrowie” – w Jastrowiu
- „Ptusza” – w Ptuszy
- „Tarnowski Młyn” – w Tarnówce
- „Dobrzyca” – w Dobrzycy
- „Koszyce” – w Pile-Koszycach
- „Byszki” – w Byszkach

## Galeria

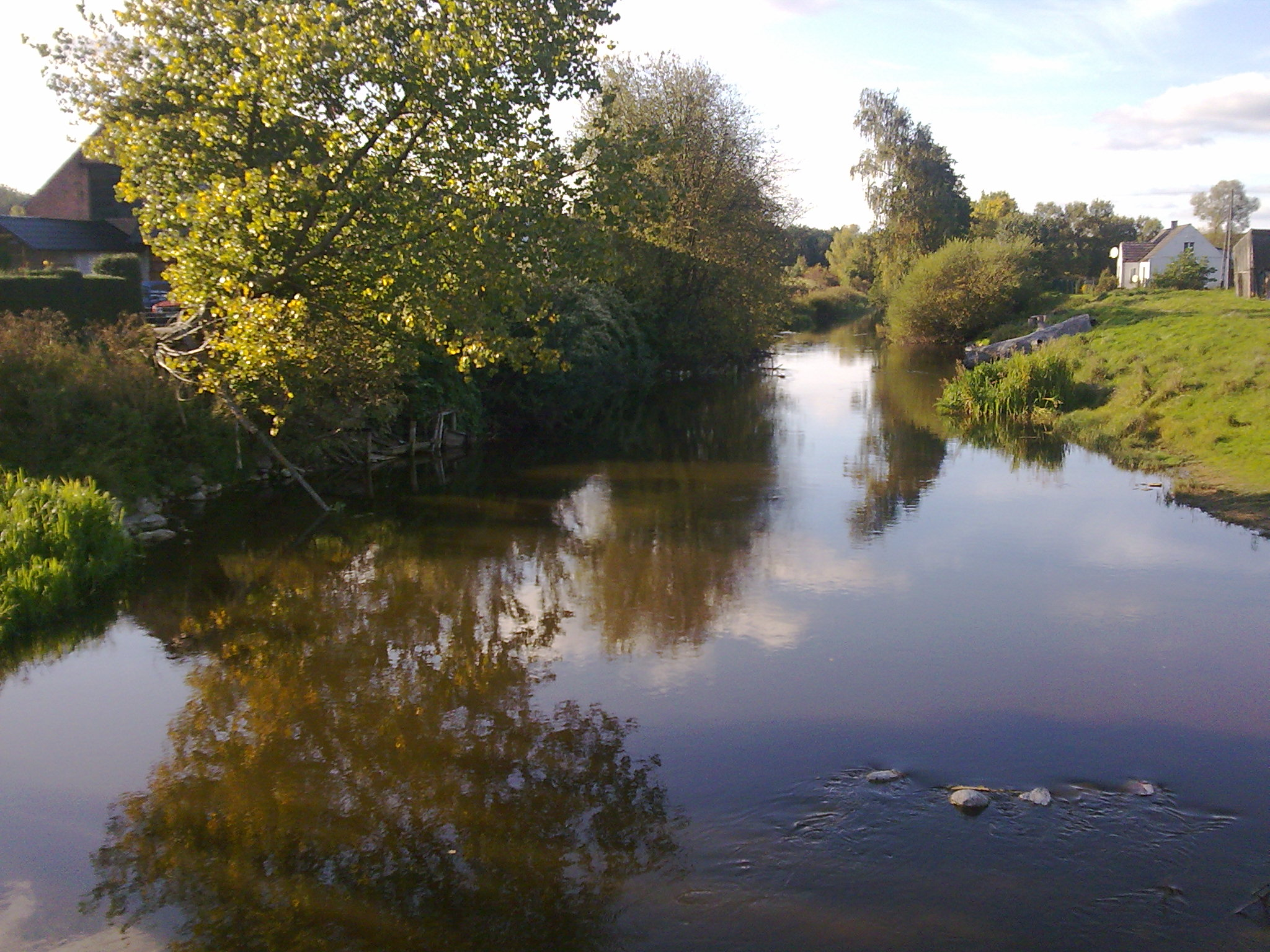
Gwda w Gwdzie Wielkiej
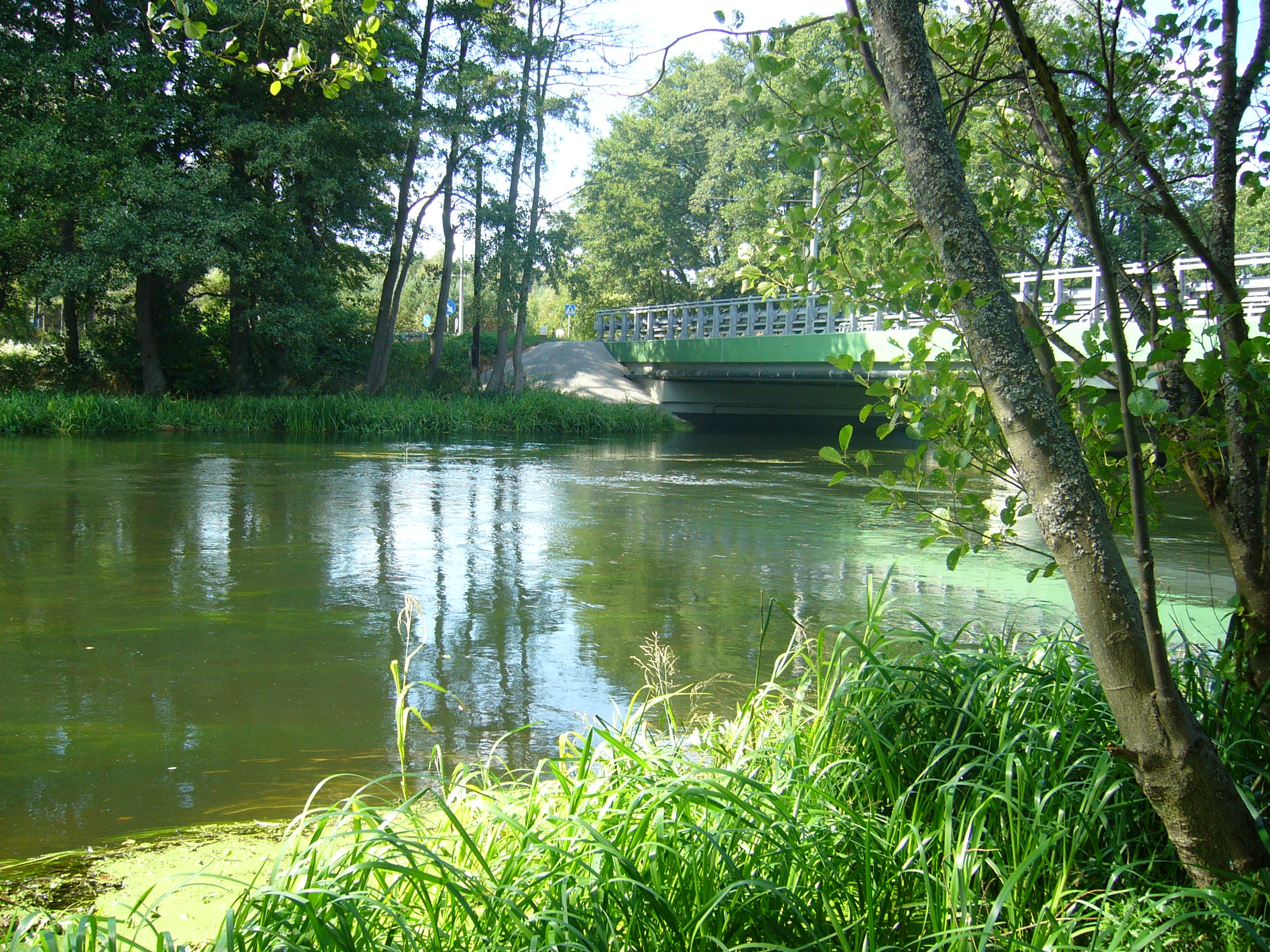
Most w Lędyczku
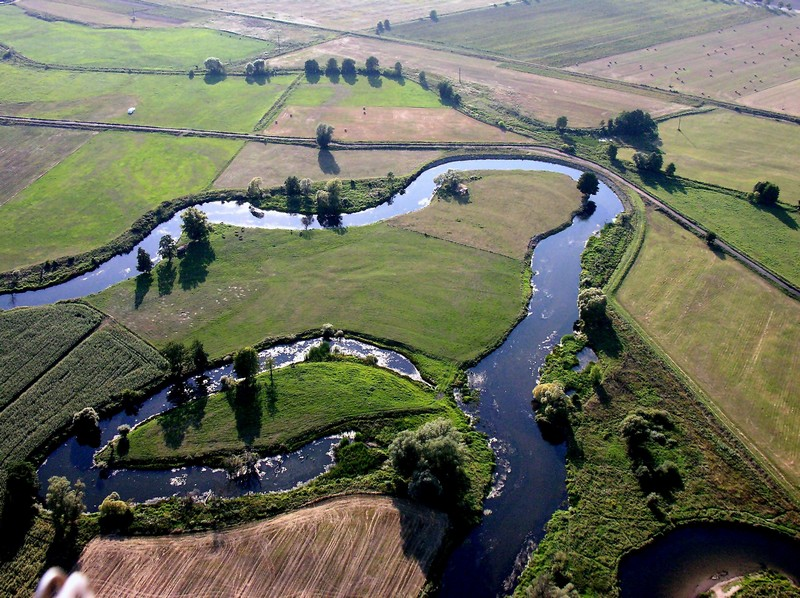
Meandry Gwdy
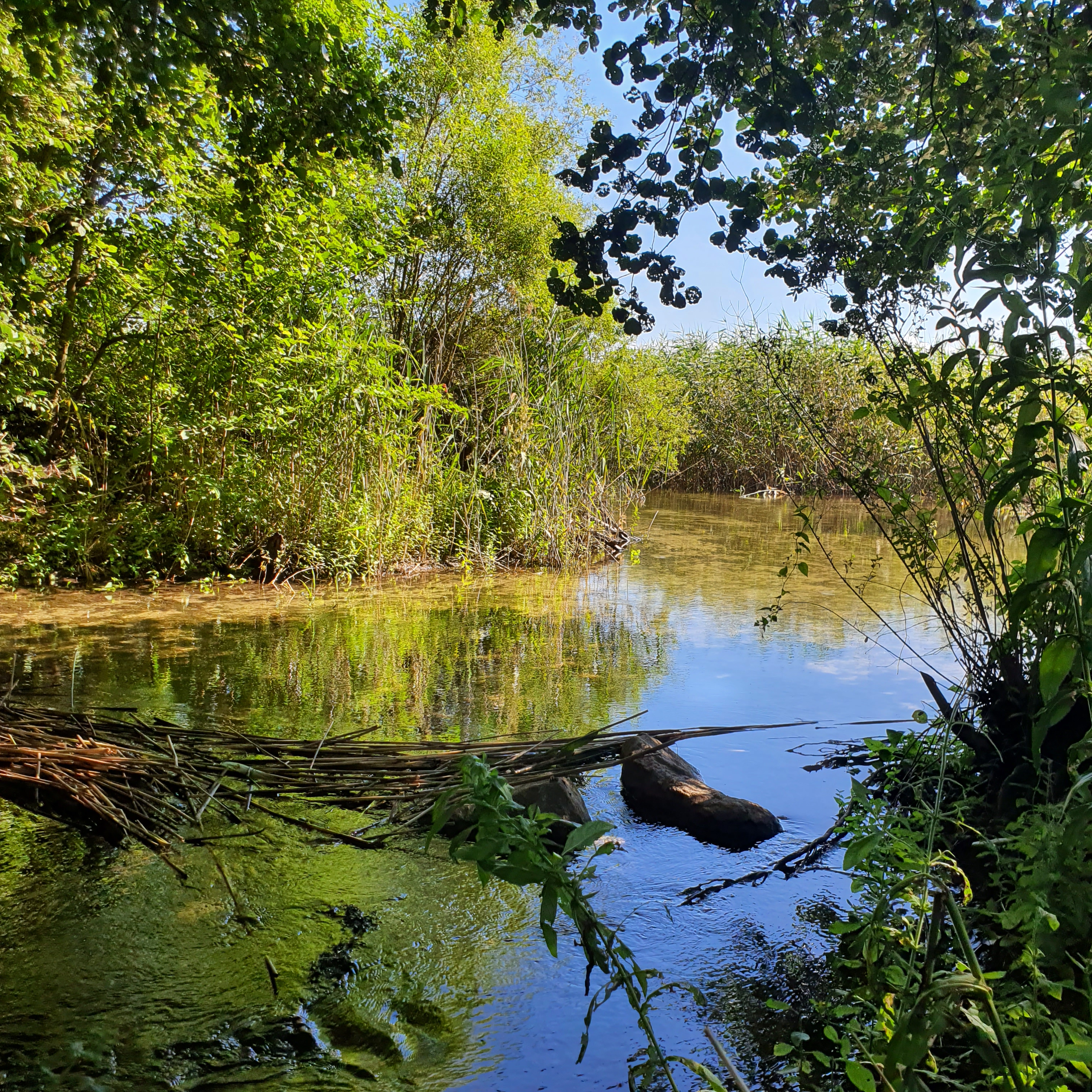
Ujście Gwdy z jeziora Wierzchowo